# جشنواره میان‌کهکشانی موسیقی ایرانی

آفیش تبلیغاتی جشنواره

جشنواره میان‌کهکشانی موسیقی ایرانی (در انگلیسی: Iranian Intergalactic Music Festival) نام اولین جشنواره موسیقی زیرزمینی ایران بود که یکشنبه ۳۰ مهر ۱۳۸۵ (۲۲ اکتبر ۲۰۰۶) در سالن دِکاده شهر زندام هلند برگزار شد.
این جشنواره ۱۲ ساعته اولین در نوع خود بود و در آن دست کم ۱۲ گروه از گروه‌های موسیقی متفاوت (زیرزمینی) ایرانی شرکت کردند. موسیقی‌های این جشنواره در سبک‌های رپ، هیپ‌هاپ، رگه، راک، دث‌متال، الکترونیکی و غیره بود.
ایده و برگزاری این جشنواره از سوی شعله و مانی از رادیو زمانه انجام شد.

## گروه‌های شرکت‌کننده و سبک‌ها
- خاک (آلمان) (راک)
- اوهام (ایران) (راک)
- هایپرنوا (ایران) (راک ایندی)
- دی ایلون (The ۱۱) (ایران) (الکترونیک)
- فرزاد گلپایگانی (ایران) (هارد راک)
- تارانتیست (ایران) (دث‌متال)
- زدبازی (فرانسه) (رپ)
- پرشین پرینس (بریتانیا) (آر ان بی)
- ریویل و پویزنوس پوئتس (بریتانیا) (رپ)

- سالومه ام‌سی به همراه شیرعلی (آلمان) (رپ)
- آبجیز (سوئد) (رگه)
- میس‌دی (هلند) (رپ)

## منابع

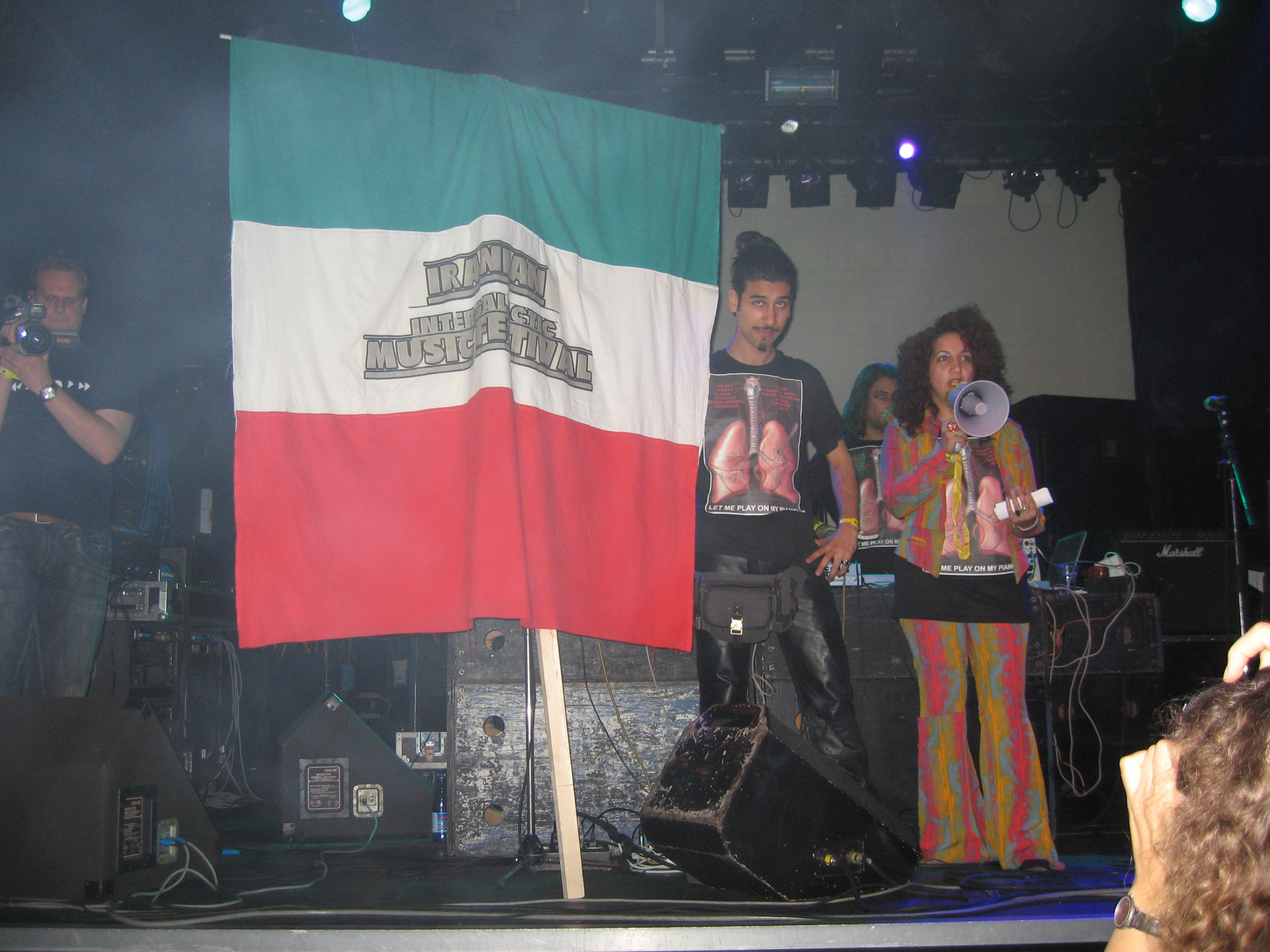
برگزارکنندگان: شعله و مانی

## پیون به بیرون
- ویدیوی تبلیغاتی در یوتیوب